# Quinto Apuleio Pansa
Quinto Apuleio Pansa (em latim: Quintus Appuleius Pansa) foi um político da gente Apuleia da República Romana eleito cônsul em 300 a.C. com Marco Valério Corvo.

## Biografia
Quinto Apuleio foi cônsul em 300 a.C. com Marco Valério Corvo. Coube a ele conduzir uma campanha militar de pouca importância contra os équos. Durante seu mandato, graças à Lei Ogúlnia, obra dos irmãos Cneu e Quinto Ogúlnio Galo, tribunos da plebe que lhe emprestaram o nome, Públio Décio Mus, Públio Semprônio Sofo, Marco Lívio Denter e Caio Márcio Rutilo Censorino foram os quatro primeiros plebeus a alcançar o cargo de pontífice, restrito, até então, aos patrícios.
À frente do exército, iniciou o cerco da cidade úmbria de Nequino (Narni), que seria conquistada no ano seguinte.